# Bürgerblock-Regierung
Il termine tedesco Bürgerblock-Regierung (traducibile in italiano: con amministrazione del blocco borghese) indica una coalizione di governo nella Repubblica di Weimar. Essa era formata da:
- Partito di Centro Tedesco;
- Partito Popolare Nazionale Tedesco;
- Partito Popolare Tedesco;
- Partito Democratico Tedesco;
- Partito Popolare Bavarese;

Il 15 gennaio 1925 entrò in carica il primo governo di questa coalizione (guidato da Hans Luther). Il 29 gennaio 1927 l'esecutivo di Wilhelm Marx ha creato la seconda occorrenza di tale combinazione.
Nella Repubblica Federale di Germania le coalizioni di CDU, CSU e FDP sono raramente citate con questo termine. La denominazione attualmente più usata è "governo di centro destra" o "governo borghese" (in tedesco bürgerliche Regierung), perché l'SPD non fa parte di questa coalizione.

## Seggi parlamentari
| III Legislatura (1924 II) | III Legislatura (1924 II)   | III Legislatura (1924 II)          | Seggi     |
| ------------------------- | --------------------------- | ---------------------------------- | --------- |
|                           |                             | Partito Popolare Nazionale Tedesco | 103 / 493 |
|                           | Partito di Centro Tedesco   | 69 / 493                           |           |
|                           | Partito Popolare Tedesco    | 51 / 493                           |           |
|                           | Partito Democratico Tedesco | 32 / 493                           |           |
|                           | Partito Popolare Bavarese   | 19 / 493                           |           |
| Totale                    | Totale                      | Totale                             | 274 / 493 |